# Луиза Шарлота фон Мекленбург-Шверин
Луиза Шарлота фон Мекленбург-Шверин (на немски: Luise Charlotte zu Mecklenburg-Schwerin; * 19 ноември 1779, Шверин; † 4 януари 1801, Гота) е принцеса от Мекленбург-Шверин и чрез женитба наследствена херцогиня на Саксония-Гота-Алтенбург. Тя е баба на Алберт фон Сакс-Кобург-Гота, съпругът на кралица Виктория.

## Произход и брак
Тя е най-възрастната дъщеря на херцог, по-късно велик херцог Фридрих Франц I фон Мекленбург (1756 – 1837) и съпругата му принцеса Луиза фон Саксония-Гота-Алтенбург (1756 – 1808).
През 1795 г. Луиза Шарлота е сгодена за шведския крал Густав IV Адолф. Тя се омъжва обаче на 21 октомври 1797 г. в Лудвигслуст, Мекленбург, за наследствения херцог Емил Леополд Август (1772 – 1822), който от 1804 г. е херцог на Саксония-Гота-Алтенбург.

## Деца
Луиза Шарлота и Август фон Саксония-Гота-Алтенбург имат една дъщеря:
- Луиза Паулина Шарлота Фридрика Августа (1800 – 1831), омъжена I. на 31 юли 1817 г. в Гота (развод 31 март 1826) за херцог Ернст I фон Саксония-Кобург и Гота (1784 – 1844), II. на 18 октомври 1826 г. за барон Александер фон Ханщайн, граф фон Пьолциг и Байерсдорф (1804 – 1884)